# محمد مجدي (لاعب كرة قدم، مواليد 1993)
محمد مجدي (مواليد 7 يوليو 1993) هو لاعب كرة قدم مصري يلعب لصالح نادي البنك الأهلي المصري في مركز المدافع.